# Oldsmobile Bravada
Oldsmobile Bravada – samochód osobowy typu SUV klasy kompaktowej, a następnie klasy średniej oraz klasy wyższej produkowany pod amerykańską marką Oldsmobile w latach 1991 – 2004.

## Pierwsza generacja

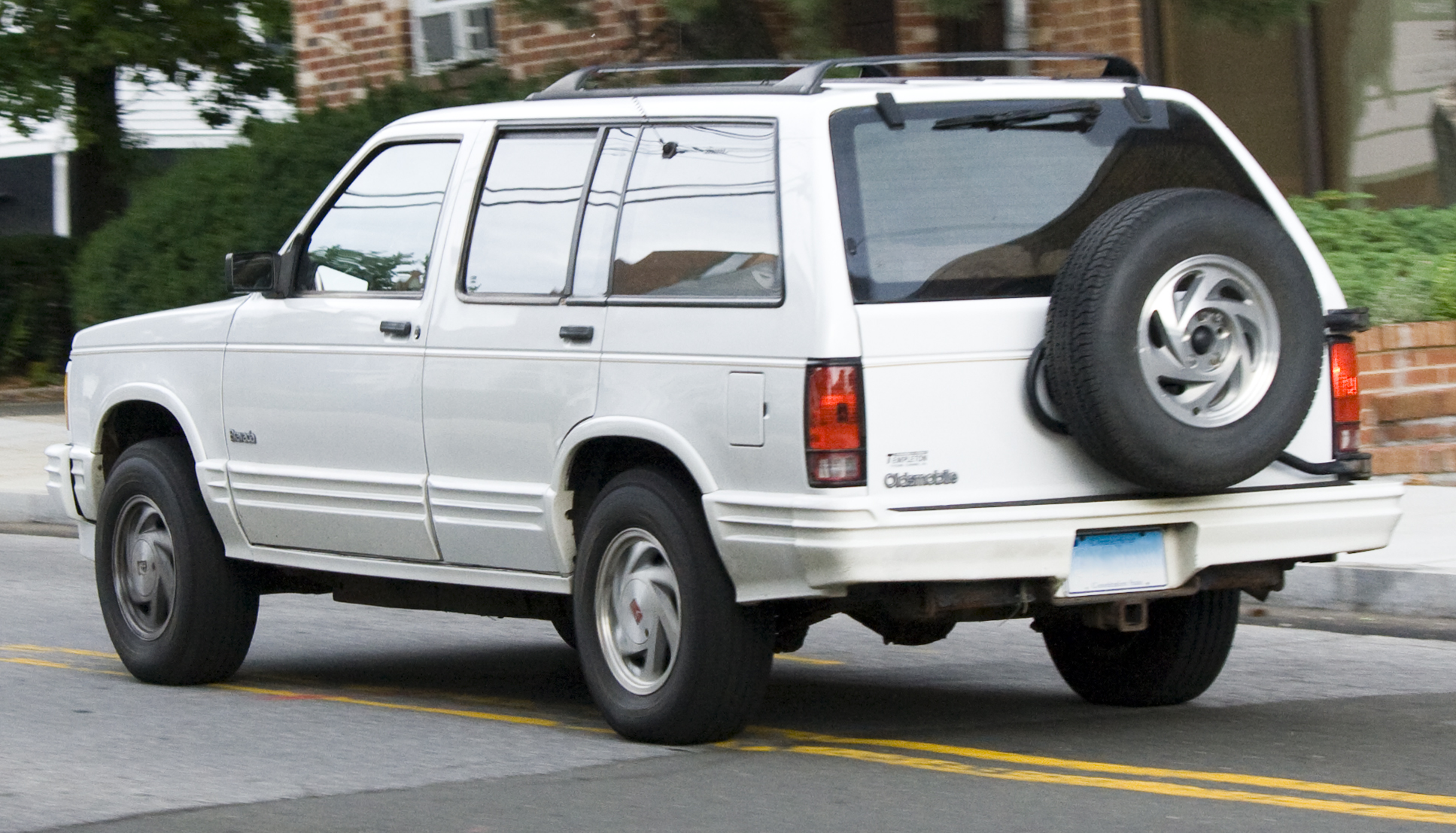
Oldsmobile Bravada I - tył

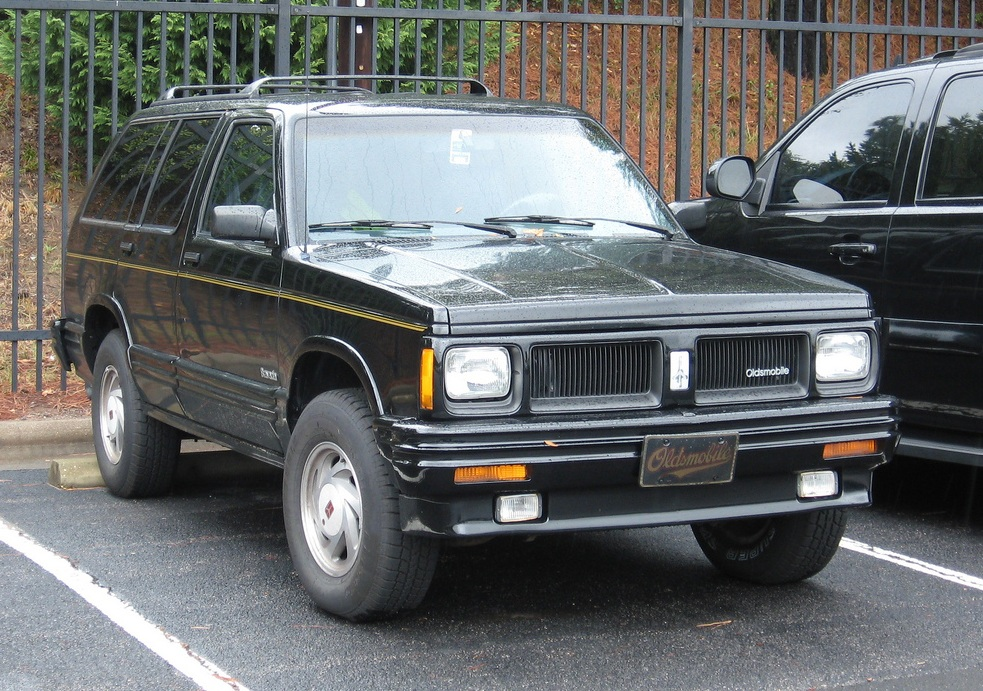
Oldsmobile Bravada I

Oldsmobile Bravada I został zaprezentowany po raz pierwszy w 1990 roku.
W 1990 roku General Motors zdecydowało się rozbudować ofertę kompaktowych SUV-ów o bliźniaczą, luksusową i lepiej wyposażoną alternatywę dla bliźniaczych modeli Chevrolet Blazer oraz GMC S-15 Jimmy. 
Bravada I zadebiutowała 8 lat później, różniąc się od pozostałych modeli jednokolorowym malowaniem nadwozia, innym wyglądem zderzaków, inną atrapą chłodnicy oraz odmiennymi wzorami alufelg. Ponadto, SUV Oldsmobile nie był oferowany w wariancie 3-drzwiowym, a jedynie jako 5-drzwiowy dłuższy model.

### Silnik
- V6 4.3l Vortec

## Druga generacja

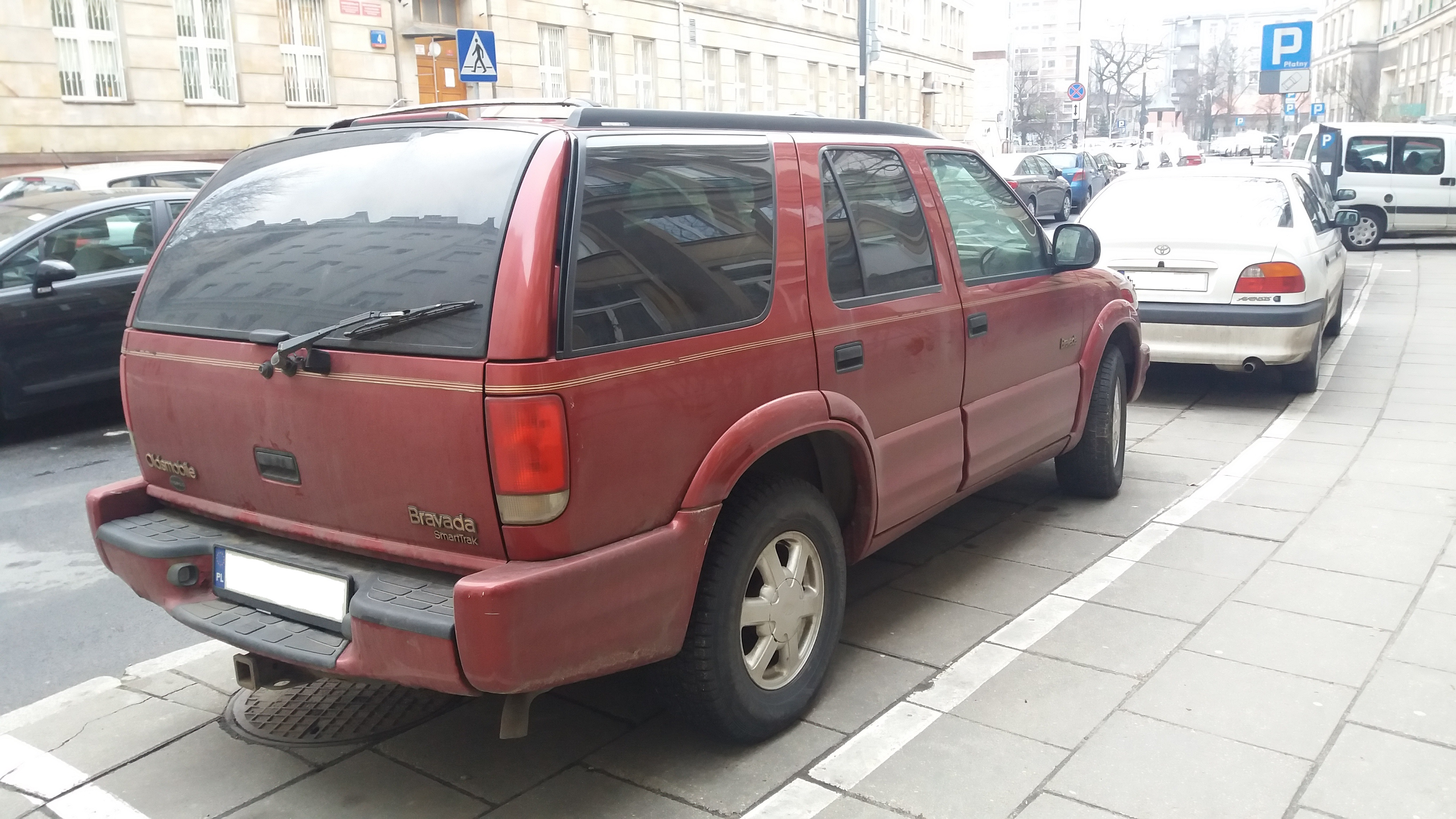
Oldsmobile Bravada II - tył

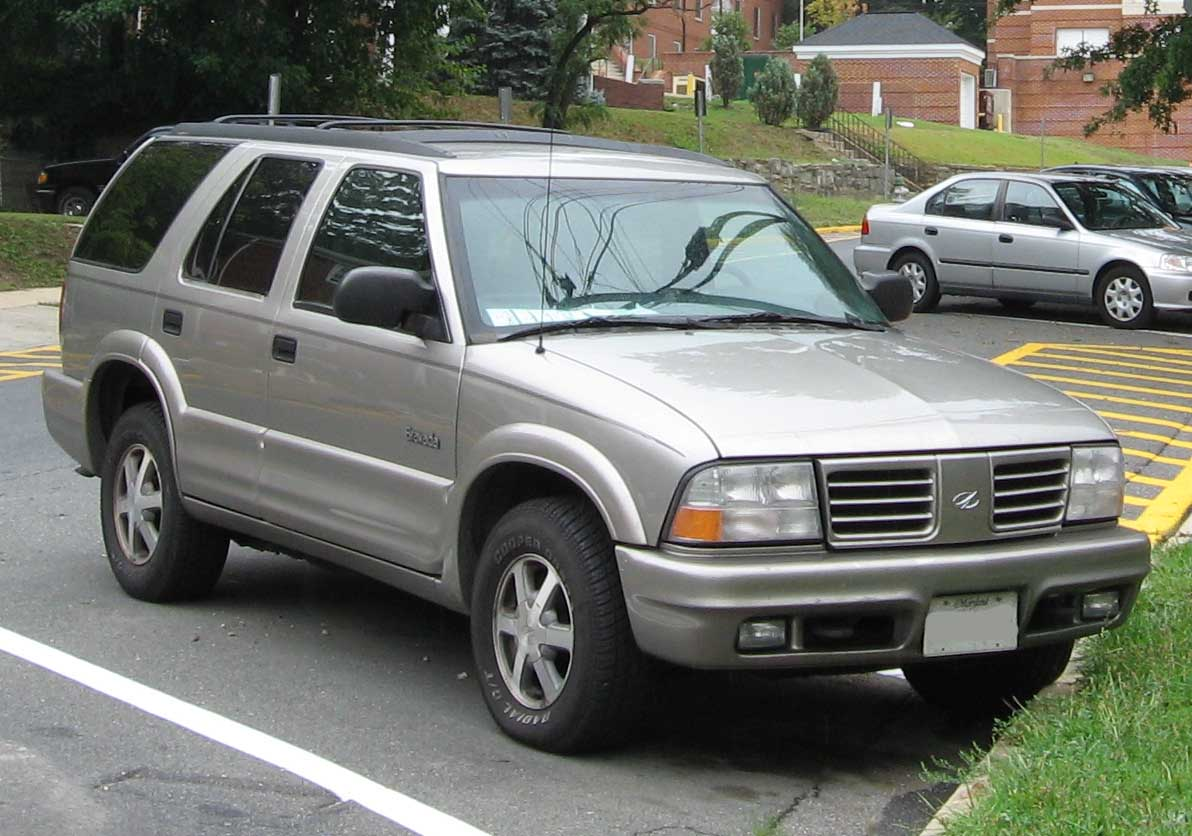
Oldsmobile Bravada II po liftingu

Oldsmobile Bravada II został zaprezentowany po raz pierwszy w 1993 roku.
Rok po prezentacji kolejnej generacji bliźniaczych SUV-ów Chevrolet Blazer oraz GMC Jimmy, dołączyła do nich zupełnie nowa odsłona Oldsmobile Bravada. Samochód powstał od podstaw na nowej platformie GMT 330, stając się nie tylko wyraźnie większy, ale i przestronniejszy w środku. Bravada ponownie wyróżniała się szczególnie bogatym wyposażeniem, a także innym wyglądem atrapy chłodnicy i zderzaków.

### Lifting
W 1998 roku SUV-y Oldsmobile, Chevroleta i GMC przeszły gruntowną modernizację, w ramach której pojawił się zupełnie nowy pas przedni. W efekcie, Bravada II zyskała większe reflektory, przemodelowane zderzaki i inny, oryginalny wzór dwuczęściowej atrapy chłodnicy.

### Silnik
- V6 4.3l Vortec

## Trzecia generacja

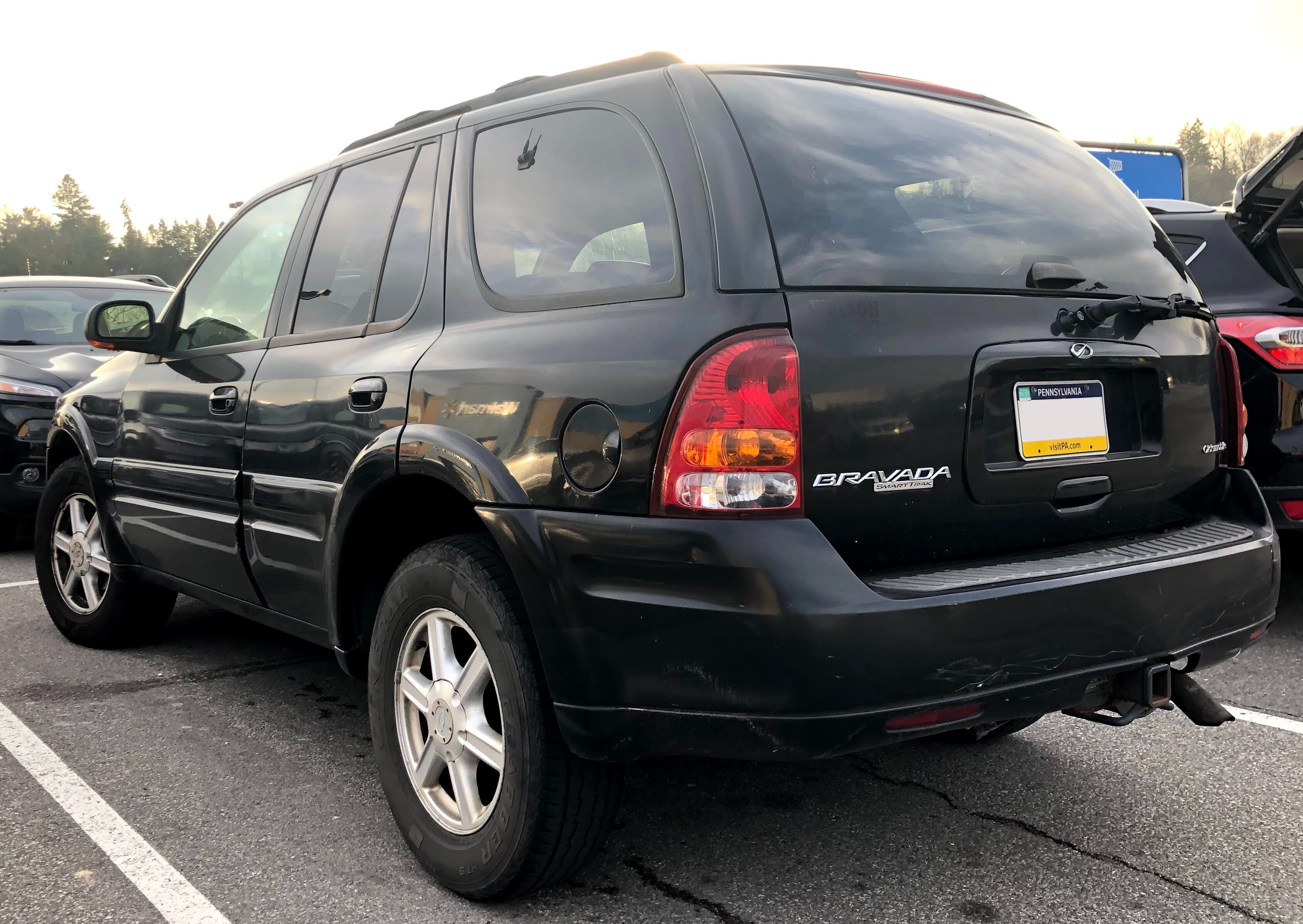
Oldsmobile Bravada III

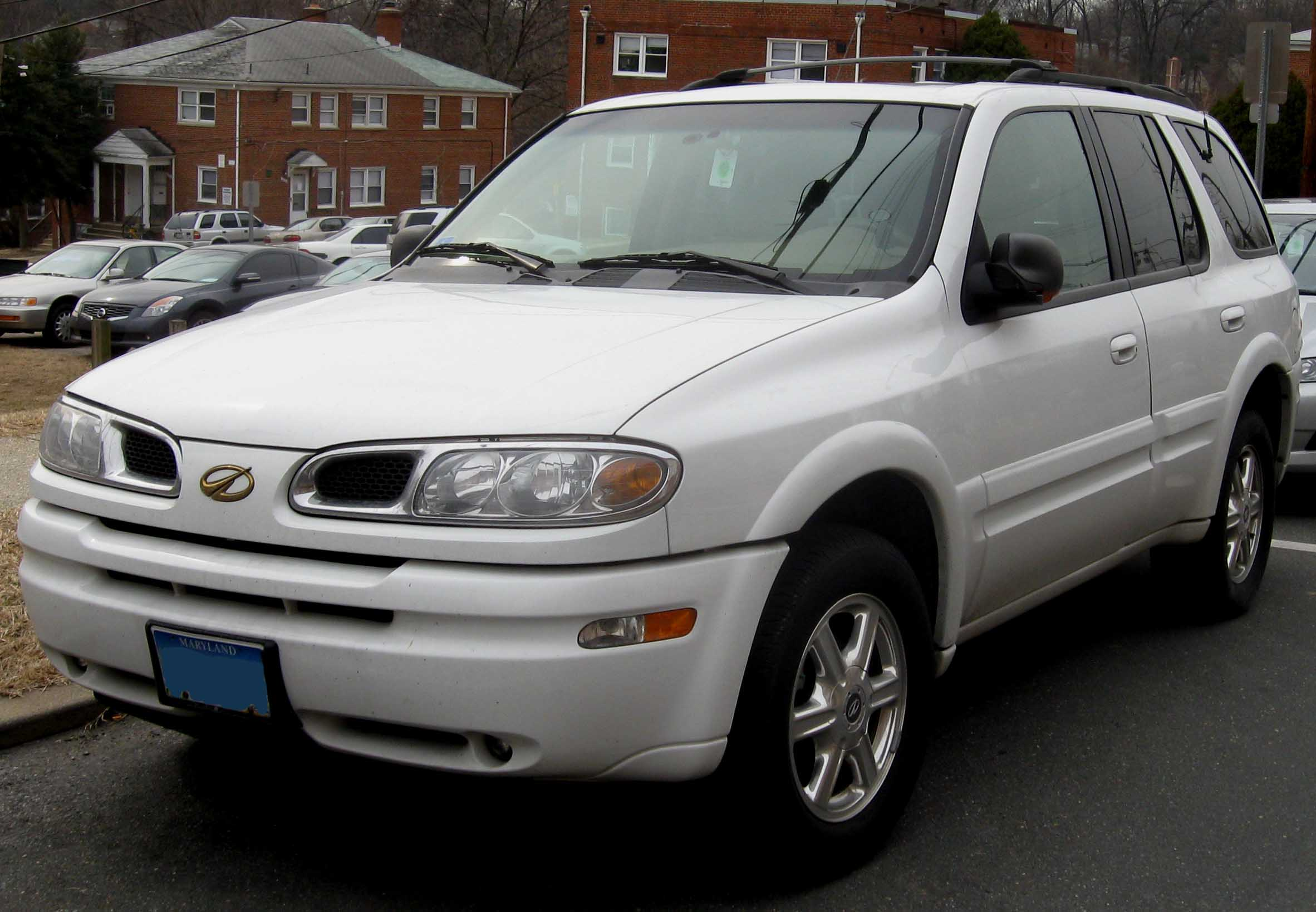
Oldsmobile Bravada III

Oldsmobile Bravada III zostało zaprezentowane po raz pierwszy w 2001 roku.
Latem 2000 roku Oldsmobile przedstawiło trzecią generację Bravady, która przeszła gruntowną metamorfozę w stosunku do poprzedników, ponownie awansując o kolejny segment - tym razem do klasy wyższej. Tym razem SUV Oldsmobile stał się jedną aż z sześciu bliźniaczych konstrukcji General Motors, wraz z Buickiem Rainierem, Chevroletem TrailBlazerem, GMC Envoyem, Isuzu Ascenderem oraz Saabem 9-7X. 
Podobnie jak pozostałe konstrukcje, Oldsmobile Bravada III wyróżniało się innym wyglądem pasa przedniego - samochód otrzymał charakterystyczne, podłużne, krągłe reflektory i dwuczęściową atrapę chłodnicy.
Produkcja Bravady zakończyła się przedwcześnie w 2004 roku zaledwie po 3 latach produkcji z powodu przeprowadzenia likwidacji firmy Oldsmobile przez General Motors.

### Silnik
- L6 4.2l Vortec